# Haparanda Skærgård Nationalpark
65°34′N 23°44′Ø / 65.567°N 23.733°Ø
Haparanda skärgård er en nationalpark i Sverige beliggende i  skærgården syd for Haparanda og Kalix kommuner i Norrbottens län i Sverige.
Haparanda skærgård har et areal på 6.000 hektar og blev oprettet som nationalpark år 1995.
Nogle af seværdighederne er de vidstrakte sandstrande med klitter samt en interessant flora og et rigt fugleliv. 
I nærheden, 15 km mod øst ligger Botniske Bugt Nationalpark, på den anden side af grænsen i Finland